# Passion Pit (film)
Cet article concerne le film pornographique Passion pit. Pour le groupe de musique, voir Passion Pit.
Pour plus de détails, voir Fiche technique et Distribution.
Passion Pit (titre en français : 39°5, le soir) est un film pornographique de Duck Dumont et Charles de Santos sorti en 1985.

## Synopsis
L'action se déroule un samedi soir dans un drive-in qui projette des films pornographiques, alors que le personnel et la clientèle laissent libre cours à leur sexualité débridée.

## Fiche technique
- Titre : Passion pit (titre en français : 39°5, le soir)
- Réalisation : Duck Dumont et Charles de Santos
- Distribution : Scherzo Vidéo Company
- Date de sortie : 1985
- Film :  États-Unis
- Genre : pornographie
- Durée : 73 min

## Distribution
- Traci Lords : Rocker Chick, une serveuse avec des rollers
- Stacey Donovan : Judy, une autre serveuse
- Little Oral Annie : Elsa, la patronne du drive-in
- Ashley Grant (pseudonyme d'Ashley Welles)
- Lili Marleen : la bikeuse
- Jon Martin : Lewis
- Billy Dee
- D.T. Mann
- Don Fernando : le réparateur de la caisse enregistreuse (et des rollers de Traci Lords)
- John C. Holmes : un client faisant fantasmer Elsa
- Justice Howard
- Patti Cakes
- Jonathan Lee